# エディ・スリマン
エディ・スリマン（Hedi Slimane, 1968年7月5日 - ）は、フランス出身のファッションデザイナー。20世紀終盤頃から21世紀初頭にかけてのファッションブランド「イヴ・サンローラン」・「ディオール・オム」及び2012年から2016年にかけてのSAINT LAURENT PARISのクリエイティブディレクターとしての活動が最も広く知られている。

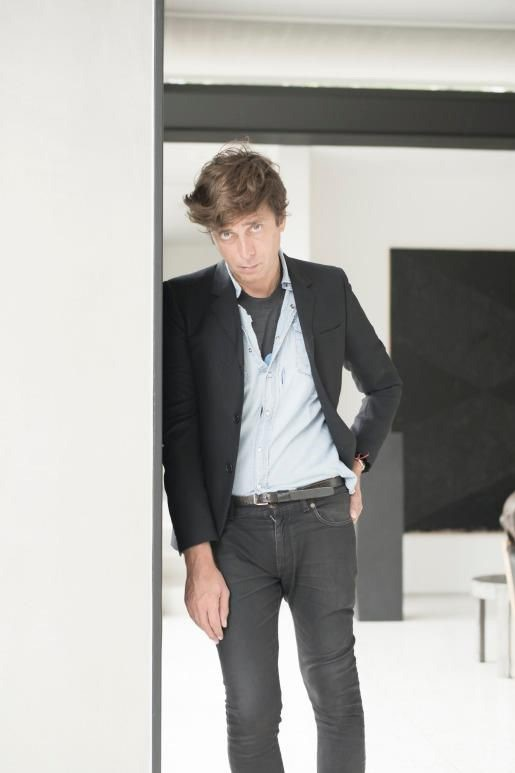
Hedi Slimane

「少年性」と「ロック」をテーマにした繊細な作品群は熱狂的なファンを多く持つ。また、最近では、フォトグラファーとして、雑誌、ビッグメゾンの広告などの仕事もこなしている。「VOGUE HOMMES JAPAN」創刊号にて、「デヴィッド・ボウイ、ポール・ウェラー、ザ・クラッシュのポール・シムノンからかなり影響を受けた」と語っている。いずれもイギリスのロック・ミュージシャンである。また、ザ・リバティーンズのピート・ドハーティに熱狂し、自身が撮影した写真集まで出している。
過去の膨大なコレクションの中から、洋服のインスピレーションを見いだすために、自身で手がけた服以外は古着しか着ないことでも有名である。

## 略歴
フランス・パリにおいて、チュニジア系の父親とイタリア系の母親との間に生まれた。
- 1988年 - パリ政治学院を卒業後、エコール・ド・ルーブル（ルーブル美術学校)で美術と歴史を学ぶ。
- 1990年～1997年 - ジョゼ・レヴィのメゾンやジャン・ジャック・ピカールの元で働く。
- 1997年 - イヴ・サンローラン・リヴ・ゴーシュ・オムのディレクターに就任。
- 2000年 - クリスチャン・ディオールに招かれ、ディオール・オムのディレクターに就任。
- 2007年 - 2007-2008 A/Wコレクションを最後にディオール・オムのクリエイティブ・ディレクターを退任。後任にはスリマンの元アシスタント、クリス・ヴァン・アッシュが就任。
- 2012年 - 3月7日、イヴ・サンローランのクリエイティブ・ディレクター就任を発表。今回は、メンズ・ウィメンズの全コレクションを統括する。ブランド名を「サン・ローラン・パリ」（サン・ローラン）とし、ネームロゴも一新した。
- 2016年 - 4月1日、サン・ローラン・パリのデザイナーを退任。
- 2019年春夏より、セリーヌのチーフデザイナーに就任。